# Asociación Deportiva Unión Magdalena
L'Asociación Deportiva Unión Magdalena o simplement Unión Magdalena és un club de futbol de la ciutat de Santa Marta (Colòmbia). El club va ser fundat el 19 d'abril de 1950 amb el nom de Los Samarios. Només ha guanyat un campionat colombià l'any 1968 contra el Deportivo Cali a la final. Carlos Valderrama, un dels futbolistes colombians més famosos inicià la seva carrera a aquest club.